# Heodes calabrus
Heodes calabrus är en fjärilsart som beskrevs av Ruggero Verity 1913. Heodes calabrus ingår i släktet Heodes och familjen juvelvingar. Inga underarter finns listade i Catalogue of Life.